# Bernek Péter
Bernek Péter (Budapest, 1992. április 13. –) rövid pályás világ- és Európa-bajnok, ifjúsági olimpiai bajnok magyar úszó.

## Sportpályafutása
Tizenkét évesen már a felnőtt rövid pályás magyar bajnokságon indult. 1500 méteren hatodik lett. 2007-ben az Európai Ifjúsági Olimpiai Fesztiválon lett harmadik. 2007-ben rövid pályás magyar bajnok volt 200 m háton. 2008-ban a felnőtt ob-n szerzett ezüstérmet 200 m háton. Az itt elért eredményével teljesítette az olimpiai kvalifikációs szintet, de az ötkarikás játékokon nem indult. 2008-ban ismét a 200 m hát rövid pályás bajnoka lett Magyarországon.
A 2009-es ob-n 200 m háton, 4 × 100 m vegyesváltóban, 4 × 100 m és 4 × 200 m gyorsváltókban lett aranyérmes. A prágai ifi Eb-n 400 m gyorson, 200 m háton második, 4 × 100 m gyorson harmadik, 4 × 200 m gyorsváltóban negyedik helyezett lett. A felnőtt vb-n 200 és 400 m gyorson egyéni csúcsokkal 25. és 24. lett. 200 m háton szintén 24. helyen végzett. A 4 × 200 méteres gyorsváltó tagjaként országos csúccsal kilencedik lett.
A 2010-es ob-n 100 m és 200 m háton, 4 × 100 m és 4 × 200 m gyorsváltóban és 4 × 100 m vegyesen első, 200 m gyorson második volt. Az ifjúsági olimpián 200 m háton első, 100 m háton negyedik, 4 × 100 m vegyesváltóban hetedik, 400 m gyorson nyolcadik helyezett volt. A rövid pályás ob-n 100 m háton megdöntötte Cseh László magyar rekordját és első lett. Ugyancsak aranyérme volt 200 m gyorson és gyorsváltóban. A rövid pályás Eb-n 200 m háton országos csúccsal negyedik lett. 50 m háton 26., 200 m gyorson 16. volt.
2011 júniusában teljesítette mindkét hátúszószámban az olimpiai A-szintet. A világbajnokságon egyéni csúcsokkal 100 m háton 34., 200 m háton 10. lett. Tagja volt a 15. helyen végzett vegyes váltónak. A rövid pályás ob-n országos csúccsal lett első 200 m háton. A csúcsot a rövid pályás Európa-bajnokságon tovább javította, ami a bronzéremhez volt elég. Ugyanitt 50 m háton 25., 100 m háton 9. volt. Decemberben szerepelt az Európa-válogatottban. A 2012-es Európa-bajnokságon 200 m háton második (kétszer országos csúcsot úszva), a 4 × 200 m gyors- és a 4 × 100 m vegyes váltóval harmadik, 100m háton negyedik, a 4 × 100 m gyorsváltóval hatodik volt. Az olimpián a 4 × 100 méteres gyorsváltóval 14. helyen végzett. A 4 × 200 m gyorsváltóval nyolcadik lett a selejtezőben, és a döntőben is. 200 méter háton kilencedik helyen jutott az elődöntőbe, ahol tizenkettedik lett.
A 2012-es rövid pályás Európa-bajnokságon 200 méter háton országos csúccsal, az első helyen jutott a döntőbe, ahol a rekordon tovább javítva második helyen végzett. 50 méter háton kizárták a selejtezőben szabálytalan forduló miatt. 100 méter háton a negyedik helyen jutott tovább a selejtezőből és az elődöntőből is. A döntőben a nyolcadik helyen zárt. 200 méter gyorson ötödik volt a selejtezőben, ötödik a döntőben. A 2012-es rövid pályás úszó-világbajnokságon 50 m háton 23., 100 háton 11., 200 m háton ötödik lett. A vegyes váltóval ötödik helyen jutottak a döntőbe, ahol kizárták a csapatot.
A 2013-as úszó-világbajnokságon 200 méter háton 4. lett a selejtezőben. Az elődöntőből a nyolcadik helyen jutott tovább, Pozícióján a döntőben nem tudott javítani. 50 méter háton a 28. helyen végzett. A rövid pályás Európa-bajnokságon 200 méter háton ezüstérmet szerzett. 50 és 100 méter háton kiesett az elődöntőben. 200 méter gyorson 10. volt.A 4 × 50 m vegyes váltóval 13. volt.
A 2014-es úszó-Európa-bajnokságon 100 m háton 14., 200 m háton negyedik volt. A 2014-es rövid pályás úszó-világbajnokságon 100 m háton 27., 200 m háton 12., 200 m gyorson ötödik, 400 m gyorson világbajnok volt. A 2015-ös úszó-világbajnokságon 200 m gyorson 34., 400 m gyorson ötödik, 800 m gyorson 24. helyezést szerzett. A 2015-ös rövid pályás úszó-Európa-bajnokságon 400 m gyorson első helyezést ért el. A 2016-os úszó-Európa-bajnokságon 200 m gyorson 11., 400 m gyorson harmadik volt. A 4 × 200 m gyors váltóval hetedik helyen végzett.
A 2017-es budapesti világbajnokságon 200 méteres gyorsúszásban a 25. helyen végzett.
A 2017-es budapesti világbajnokságon 200 méteres hátúszásban a 6. helyen végzett, 1:55,58-ös új országos csúccsal. A decemberi rövid pályás Európa-bajnokságon 400 méteres vegyes úszásban aranyérmes, 400 méteres gyorsúszásban ezüstérmes lett.
A 2018-as rövid pályás úszó-világbajnokságon 400 méteres vegyes úszásban 4. lett.
A 2021 nyarán megrendezett tokiói olimpián 400 méteres vegyesúszásban 13. helyen végzett. 2021 szeptemberében bejelentette visszavonulását.

## Magánélete
Felesége Mutina Ágnes, akivel 2019-ben kötött házasságot. 2020 decemberében született meg első gyermekük.

## Magyar bajnokság

### 50 méteres medence
| 50 méter                        | 2008 | 2009 | 2010 | 2011 | 2012 | 2013 | 2014 | 2015 | 2016 | 2017 | 2018 | 2019 | 2020 | 2021 |
| ------------------------------- | ---- | ---- | ---- | ---- | ---- | ---- | ---- | ---- | ---- | ---- | ---- | ---- | ---- | ---- |
| 100 m gyors                     |      |      | 4.   |      |      |      |      |      |      |      |      |      |      |      |
| 200 m gyors                     |      | 4.   | 2.   | 2.   | 2.   | 1.   | 2.   | 1.   | 1.   | 1.   | 4.   |      |      |      |
| 400 m gyors                     |      |      |      |      |      |      |      | 1.   | 1.   | 1.   | 1.   |      |      |      |
| 800 m gyors                     |      |      |      |      |      |      |      | 1.   | 2.   |      |      |      |      |      |
| 1500 m gyors                    |      |      |      |      |      |      |      |      | 3.   |      |      |      |      |      |
| 100 m hát                       | 5.   | 4.   | 1.   | 1.   | 1.   | 1.   | 3.   |      |      |      | 1.   |      | 7.   |      |
| 200 m hát                       | 2.   | 1.   | 1.   | 1.   | 1.   | 1.   | 1.   | 2.   |      | 1.   | 1.   |      |      |      |
| 200 m pillangó                  |      |      |      |      |      | 5.   |      |      |      |      |      |      |      |      |
| 200 m vegyes                    | 8.   | 4.   |      |      |      |      | 2.   |      | 3.   |      | 1.   | 2.   |      |      |
| 400 m vegyes                    |      |      |      |      |      |      |      | 1.   |      | 2.   | 2.   | 2.   | 5.   | 2.   |
| 4 × 100 m gyorsváltó            | 1.   | 1.   | 1.   | 1.   | 1.   | 1.   | 1.   |      | 7.   | 4.   | 3.   | 1.   |      |      |
| 4 × 200 m gyorsváltó            | 1.   | 1.   | 1.   | 1.   | 1.   | 1.   | 1.   | 3.   | 1.   |      | 2.   | 1.   | 1.   |      |
| 4 × 100 m vegyes váltó          |      | 1.   | 1.   | 1.   | 1.   | 1.   |      |      | 8.   | 3.   | 5.   |      |      |      |
| 4 × 100 m gyorsváltó (vegyes)   |      |      |      |      |      |      | 1.   | 1.   |      | 2.   |      |      |      |      |
| 4 × 100 m vegyes váltó (vegyes) |      |      |      |      |      |      |      | 2.   | 2.   | 1.   |      |      |      |      |
| 5 km                            |      |      |      |      |      |      |      | 3.   |      |      |      |      |      |      |

## Rekordjai
200 m hát
- 1:56,11 (2012. május 25., Debrecen) országos csúcs
- 1:55,88 (2012. május 26., Debrecen) országos csúcs[29]
- 1:55,79 (2017. július 27., Budapest) országos csúcs[30]
- 1:55,58 (2017. július 28., Budapest) országos csúcs[31]

200 m hát, rövid pálya
- 1:52,94 (2010. november 13., Százhalombatta) országos csúcs
- 1:52,81 (2010. november 25., Eindhoven) országos csúcs
- 1:51,62 (2011. november 12., Százhalombatta) országos csúcs[32]
- 1:51,21 (2011. december 8., Szczecin) országos csúcs
- 1:50,72 (2012. november 22., Chartres) országos csúcs[33]
- 1:49,41 (2012. november 22., Chartres) országos csúcs

400 m gyors, rövid pálya
- 3:37,34 (2014. december 5., Doha) országos csúcs[34]
- 3:34,32 (2014. december 5., Doha) országos csúcs[35]

## Díjai, elismerései
- Év magyar egyetemi sportolója (2015)[36]